# Тапиратиба
Тапиратиба (порт. Tapiratiba)  —  муниципалитет в Бразилии, входит в штат Сан-Паулу. Составная часть мезорегиона Кампинас. Входит в экономико-статистический  микрорегион Сан-Жуан-да-Боа-Виста. Население составляет 12 246 человек на 2007 год. Занимает площадь 220,575 км². Плотность населения — 55,52 чел./км².

## История
Город основан 27 декабря 1928 года.

## Статистика
- Валовой внутренний продукт на 2003 составляет 94.160.347,00 реалов (данные: Бразильский институт географии и статистики).
- Валовой внутренний продукт на душу населения на 2003 составляет 7.027,42 реалов (данные: Бразильский институт географии и статистики).
- Индекс развития человеческого потенциала на 2000 составляет 0,792 (данные: Программа развития ООН).

## География
Климат местности: субтропический. В соответствии с классификацией Кёппена, климат относится к категории Cfb.